# اچ‌ام‌اس کلینگتون (ام۱۱۵۴)
اچ‌ام‌اس کلینگتون (ام۱۱۵۴) (به انگلیسی: HMS Kellington (M1154)) یک کشتی بود که طول آن ۱۵۲ فوت (۴۶٫۳ متر) بود. این کشتی در سال ۱۹۵۴ ساخته شد.